# Defenestraciones de Praga

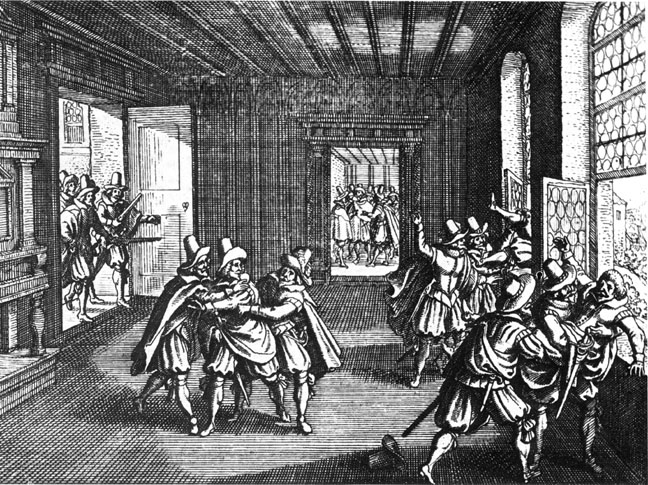
Grabado representando la defenestración de Praga de 1618.

Bajo el nombre de defenestraciones de Praga (en checo: Pražská defenestrace) se definen tres episodios de la historia de la región de Bohemia que tuvieron lugar en 1419, 1483 y 1618, respectivamente. El primer y el tercer suceso contribuyeron a desencadenar un conflicto prolongado principalmente en Bohemia: las guerras husitas, siendo el último el más conocido, ya que tradicionalmente se le considera el detonante de la guerra de los Treinta Años. Hoy en día, el término «defenestración de Praga» suele referirse al caso de 1618. En estos sucesos, todos ocurridos en dicha ciudad, una o más personas fueron arrojadas por una ventana.
A veces se nombra como «cuarta defenestración» un episodio más reciente, de 1948, de la historia de Checoslovaquia.
Una alternativa a estas imprecisiones numéricas es referirse a los momentos históricos sin numerarlos, enfocándose en las circunstancias que caracterizan cada uno de estos eventos:
- Defenestración de Praga (1419): derrocamiento de los concejales antihusitas en el Ayuntamiento Nuevo, comienzo de las guerras husitas.
- Defenestración de Praga (1483): nuevo derrocamiento de los concejales antihusitas y la paz religiosa de Kutná Hora.
- Defenestración de Praga (1618): oposición Bohemia al poder de los Habsburgo, comienzo de la Guerra de los Treinta Años.

## Defenestración de 1419

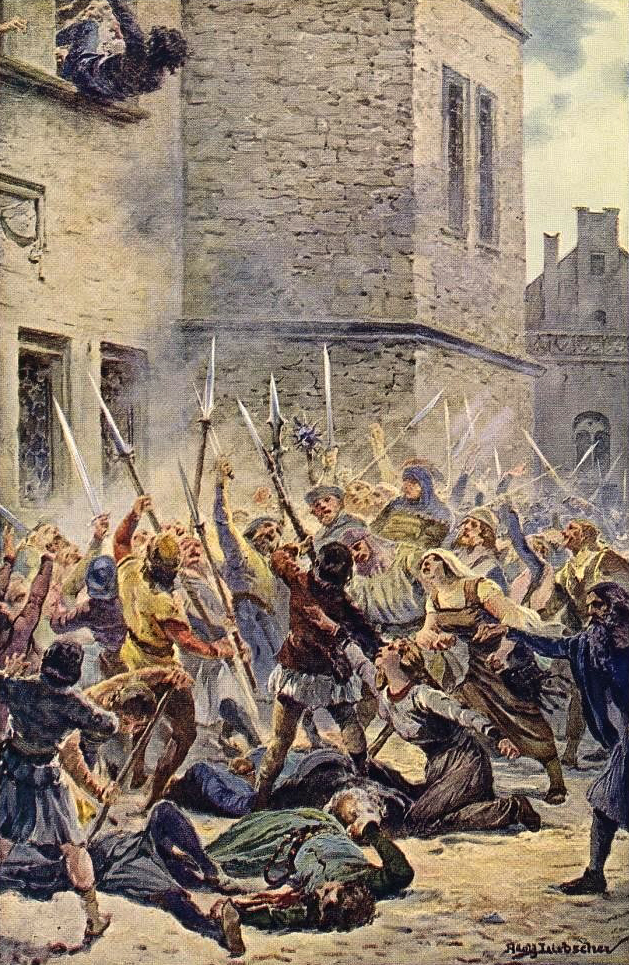
La primera defenestración (1419)

La defenestración de 1419, conocida por algunos autores como la primera, tuvo lugar el 30 de julio de 1419 y consistió en el asesinato de siete miembros del Concejo municipal por parte de una turba de checos husitas radicales (taboritas) a los que el concejo era hostil. Las prolongadas guerras husitas estallaron poco después, y duraron hasta 1436.
Jan Zelivsky, sacerdote, husita de la iglesia de Nuestra Señora de las Nieves, organizó una procesión por las calles con sus seguidores hasta el ayuntamiento de Nové Město, en Praga, como un acto que constituiría un signo de protesta contra la negativa de los miembros del Concejo municipal a que se intercambiaran prisioneros, con el fin de liberar a algunos de los husitas encarcelados. Por otra parte, la procesión fue el resultado de un creciente descontento causado por las diferencias entre las posiciones de la nobleza y la Iglesia; este descontento se sumó a un creciente nacionalismo y un aumento de la influencia de las corrientes radicales, tales como la dirigida por el sacerdote J. Zelivsky, que pregonaba la corrupción de la Iglesia católica.
Durante la procesión, una piedra lanzada desde una ventana golpeó a Zelivsky. Como consecuencia de este ataque, la multitud, dirigida por Jan Zizka, irrumpió en el palacio. Aprisionaron a un juez, al alcalde y a otros cinco miembros del Concejo, para luego tirarlos a la calle desde una ventana, donde murieron a manos de la multitud.

## Defenestración de 1483
En 1483 tuvo lugar un hecho conocido por algunos autores como la segunda defenestración de Praga, aunque otros no lo consideran así.
A pesar de que las guerras husitas terminaron con la victoria católica y la recuperación del poder por los católicos, las tensiones entre ellos y los husitas no habían aminorado en absoluto. El largo período de anarquía terminó con la elección de un noble husita, Jorge de Podebrady, como rey de Bohemia, y tras su muerte, la de un católico, Vladislao II, como su sucesor.  
Tras la elección de Vladislao, los católicos retomaron el poder en Praga. Con el apoyo de los conservadores husitas         (utraquistas), trataron de resolver radicalmente la situación religiosa en la capital, ahuyentando o matando a los husitas radicales. Estos últimos, sin embargo, se adelantaron a sus rivales, llegando en la mañana del 24 de septiembre de 1483 a los ayuntamientos de la Ciudad Vieja y la Ciudad Nueva, donde primero mataron y luego tiraron por la ventana a los alcaldes y otros miembros del Concejo. En 1485, el proceso de reconciliación entre las iglesias alcanzó un momento decisivo: la Asamblea de Kutná Hora estableció formalmente la paridad entre las confesiones Católica y Utraquista. 

## Defenestración de 1618

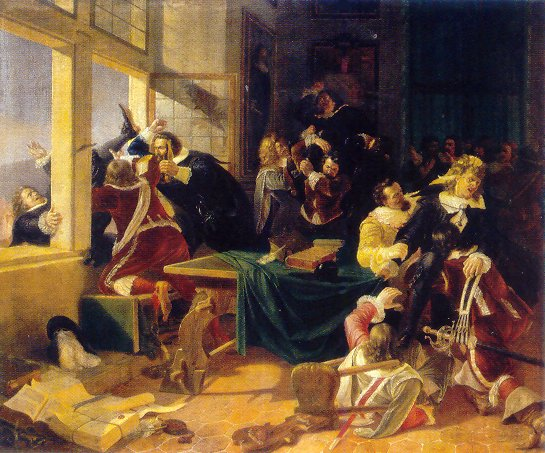
La tercera defenestración de Praga (Karel Svoboda, 1844)

La defenestración de 1618, conocida por algunos autores como la tercera y por otros como la segunda, tuvo lugar el 23 de mayo de 1618. Fue el desencadenante de la guerra de los Treinta Años. La aristocracia bohemia estaba incómoda tras la elección de Fernando II, duque de Estiria, como rey de Bohemia, cuya población era predominantemente protestante. El fin de la tolerancia con los protestantes, la reintroducción de la servidumbre y la orden de que cesara la construcción de algunas capillas protestantes actuaron como chispa de la insurrección. Los conspiradores, con el argumento de que el terreno sobre el que estaban construyendo las capillas quedaban en manos del rey y la Iglesia católica, denunciaron la violación de la Carta de Majestad, escrita por el emperador Rodolfo II en 1609, que permitía la libertad de culto.
El 23 de mayo de 1618, los representantes de la aristocracia, galvanizados por el conde de Thurn-Valsassina, capturaron a dos gobernadores imperiales, Jaroslav Martinitz y Wilhelm Slavata, junto con su secretario Philip Fabricius, en el castillo de Hradcany, en Praga, y los arrojaron por las ventanas, a pesar de lo cual cayeron suavemente sobre un montón de estiércol que había en el foso del castillo. Slavata se desmayó, pero ninguno de ellos quedó herido de gravedad. Los Fabricius recibirían poco después del emperador el título nobiliario de von Hohenfall (literalmente caídos desde lo alto).
La supervivencia de los tres delegados imperiales se vio en los círculos católicos como una señal divina de que su voluntad estaba del lado católico.

## Defenestración de 1948

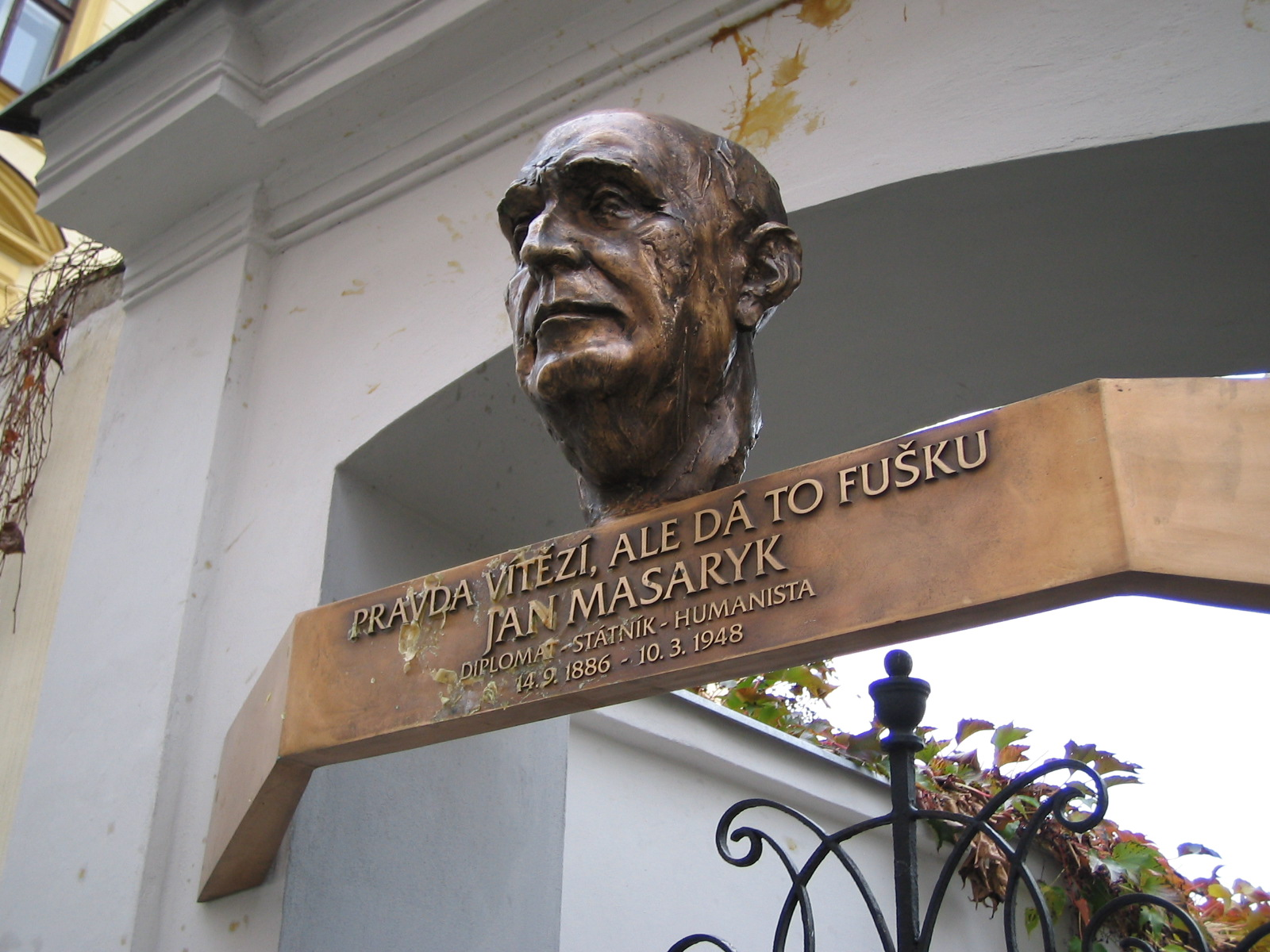
Placa conmemorativa de Jan Masaryk frente a la Vila Osvěta de Praga; el texto dice que la verdad prevalece, pero requiere esfuerzo. Jan Masaryk, diplomático, estadista y humanista, 14 de septiembre de 1886 - 10 de marzo de 1948.

El 10 de marzo de 1948 el ministro de Asuntos Exteriores checoslovaco, Jan Masaryk, el único ministro no socialista que quedaba en el gabinete, fue hallado muerto bajo la ventana del cuarto de baño del Ministerio de Asuntos Exteriores, lo que posibilitó su reemplazo por un ministro comunista, lo que dio lugar al establecimiento de un gobierno totalmente dominado por los comunistas. Aún continúa la especulación sobre la causa de su muerte, pero no existe ninguna evidencia que incrimine o exculpe al régimen.[cita requerida]